# 戸谷真人
戸谷 真人（とや まこと、1946年7月6日 - 2024年12月27日）は、文化放送の元アナウンサーでフリージャーナリスト。

## 来歴・人物
神奈川県鎌倉市出身、栄光学園高等学校を経て、早稲田大学第一政治経済学部経済学科へ進学。早稲田大学では、数多くのアナウンサーを輩出している放送研究会で活動していた。
大学卒業後の1969年に、アナウンサーとして文化放送に入社した。入社後は、プロ野球や大相撲を中心に、スポーツ中継の実況で活躍。モスクワ・ロサンゼルス・バルセロナの各オリンピックでも実況を担当した。ロサンゼルスオリンピックで実況を任された柔道無差別級決勝のラジオ中継では、山下泰裕による金メダル獲得の瞬間を伝えている。
中継先の雰囲気やプレーの間を最大限生かしながら、七五調と装飾句を駆使した話術の持ち主。1985年から担当した『文化放送ライオンズナイター』における西武ライオンズびいきの過激な実況で知られたほか、古舘伊知郎にも大きな影響を与えた（詳細後述）。
大相撲では、文化放送が本場所を中継していた時期に、『大相撲熱戦十番』で実況（末期のみスタジオからの進行）を担当。輪島大士が得意にしていた取り口（相手の左前ミツを引きながら右からおっつけての寄り切り）を「黄金の左」、千代の富士貢を「ウルフ」、若嶋津六夫を「南海の黒豹」と称した最初のアナウンサーであることを自認している。
プロ野球中継では、7日間連続で実況を担当した経験を持つ。1978年から1984年までは、週末の『文化放送ホームランナイター』で、セントラル・リーグのヤクルト・横浜大洋ホエールズ→横浜ベイスターズ・読売ジャイアンツ（巨人）主催ナイトゲーム中継を主に担当。1985年に『文化放送ライオンズナイター』が平日にレギュラーで編成されてからは、解説者で（西鉄）ライオンズOBの豊田泰光との名コンビで一世を風靡した。ただし、『文化放送ホームランナイター』でも上記カードの実況を続けたほか、ヤクルト・大洋～横浜対広島東洋カープ戦における『RCCカープナイター』、中日ドラゴンズ戦における『東海ラジオ ガッツナイター』、西武・ロッテオリオンズ～千葉ロッテマリーンズ・日本ハムファイターズ対福岡ダイエーホークス戦における『KBCホークスナイター』向け裏送り中継でも豊田と組むことがあった。
1990年代の後半にスポーツ実況の第一線から勇退してからは、文化放送のアナウンス部長や編成局次長を歴任した。60歳になった2006年に定年で退職してからも、毎年1月2日・3日に放送される東京箱根間往復大学駅伝競走実況中継（文化放送制作分）のリポートを担当。2007年4月30日には、『こちら山中デスクです』（元・フジテレビアナウンサーの山中秀樹がパーソナリティを務めていたTBSラジオの番組）にゲストで出演した。
その一方で、「フリージャーナリスト」を名乗りながら、西武球団との関係を継続。2008年のホーム開幕カード（西武ドームでの対オリックス・バファローズ3連戦）では、西武の攻撃イニング限定で場内アナウンスを担当した。さらに、8月20日のライオンズ・クラシック第1戦（対北海道日本ハムファイターズ戦）では、J SPORTSのテレビ中継でに豊田とのコンビが復活。試合前のトークショーにも、2人で参加していた。
2011年には、3月26日に『文化放送ライオンズナイター』30周年記念番組へゲストで出演したほか、7月11日に「文化放送ライオンズナイター クラシック」として放送された西武対オリックス戦（西武ドーム）中継で豊田と組んで実況を担当した。豊田をめぐっては、2006年の野球殿堂入り記念パーティーや、2016年8月に81歳で永眠した直後の葬儀・告別式で司会を務めている。
2024年12月27日、大腸がんで死去。78歳没。

## エピソード
- 古舘伊知郎に多大な影響を及ぼしたほどの名調子で知られているが、自身は「鈴木文弥（NHKのスポーツアナウンサー）が1964年東京オリンピック開会式のテレビ中継で実況を担当した際の風景の描写に影響を受けた」という。その一方で、「ラジオの野球中継の醍醐味は、『絵』（映像）がない分だけ、僕らの喋りで絵を描いて色を付けていくところ」[11]「実況アナウンサーの（表現の）引き出し（の多さ）が一番問われるのは、実況中の試合が雨で中断になった時や、試合の途中までに大差を付けられたチームが投手を次々と注ぎ込む時。このような時に面白い（とリスナーに思わせるほどの力量を持つ）アナウンサーこそ『本物』だと思う」とも語っている[12]。
  - 古舘は、テレビ朝日の若手アナウンサー時代に、当時同局で放送されていた『大相撲ダイジェスト』向けに本場所を取材するたびに、ラジオ放送席に近寄って戸谷の話術に耳を傾けていたという。後年に同局で実況を担当した『ワールドプロレスリング』では、『大相撲熱戦十番』における戸谷の実況を参考に、独特の話術を築き上げた。戸谷も、古舘がフリーアナウンサーへ転身した直後に、自ら古舘に声を掛けて『文化放送ライオンズナイター』の西武ライオンズホームゲーム中継（西武球場）で「リレー実況」を実現させている（古舘が表・戸谷が裏のイニングを交互に担当）。
- 西鉄時代からのライオンズファンで、『文化放送ライオンズナイター』の実況へ抜擢された際には、西鉄時代の主力選手だった豊田を自身の希望から専属解説者に指名[13]。さらに、豊田の紹介で、西鉄時代のチームメイト（高倉照幸など）とも酒を酌み交わすほど深く交流していた[11]。
- 『文化放送ライオンズナイター』では、日本のラジオ局がレギュラーで編成するプロ野球中継では初めて、「特定の球団に対する応援放送」を前面に押し出していた[3]。戸谷の先輩に当たる門口伯康（のりやす）ディレクターの「監督の批判もお構いなしのメジャーリーグ中継みたいな放送で、巨人一辺倒（のプロ野球中継）をひっくり返したい」という意向で実現した企画でもあった[2]が、戸谷・豊田コンビによる西武寄りの過激な放送に対する他球団ファンからの風当たりは強く、退職後に「（開始3年目頃から認知されるまでは）何度も身の危険を感じた」と述懐するほどであった。
  - 小学生時代から西鉄を応援していた影響で、西武ライオンズの創設に参加していた西鉄出身選手への思い入れがとりわけ強く、西鉄の選手による伝説のシーンを積極的に取り上げながら「かつての中西太を彷彿とさせる弾丸ライナー」などのフレーズを編み出していた[13]。
    - 西武ライオンズ創設期の主力選手だった大田卓司（西鉄出身の外野手）には、無類の酒好きであることにちなんで、「人間酒しぶき」というキャッチフレーズを付けていた。大田が現役を引退後に『文化放送ライオンズナイター』の解説陣へ加わってからも、大田とのコンビで臨んだ南海ホークス対西武戦（大阪球場）中継の冒頭で、「本日は解説大田卓司さん、実況戸谷真人、酒しぶきコンビでお送りします」と紹介したことがあった[4]。

  - 1980年代中盤以降の西武では、石毛宏典（「ハチ」という愛称を持つ遊撃手）と辻発彦（名前を「はつひこ」と読ませる二塁手）のコンビが鉄壁の守備でチームを支えていた。戸谷はこの時期にチームカラーの確立を感じ取っていて、実況した試合で2人が併殺（ダブルプレー）を完成させるたびに、「はっちゃんダブル」という独特のフレーズを使っていた[13]。
  - 放送上は「ライオンズびいき」を標榜していたが、実際には門口の方針で、対戦相手の球団を揶揄する表現を慎んでいた。このような方針から、西武と対戦した球団の選手によるファインプレーには、「ナイスプレーこの野郎!」という独特の賛辞を寄せていた[13][2]。
    - 西武のビジターゲーム（藤井寺球場での対近鉄バファローズ戦）中継で、1回表に石毛が放った本塁打性の飛球を近鉄の右翼手・鈴木貴久がフェンス際で捕った直後に、上記の方針を踏まえつつも「ナイスプレー、何をするんだ、この罰当たり目が!」と思わず絶叫した[2]。鈴木が後に戸谷へ打ち明けたところによれば、この絶叫をラジオで耳にした鈴木の実母から、後日「貴久、お前はなんでそんな罰当たりなことをしたのか?」と言われたとのことである[13]。

  - 戸谷が実況を担当していた時期の西武球場では、西武の選手が夏場のホームゲームで本塁打を放つたびに、外野スタンドの外から花火を打ち上げていた。戸谷がある日の西武戦で、西武の選手が右翼（ライト）方向へ放った本塁打性の打球に対して「行った!これはホームランだ!」と絶叫したところ、その打球が途中で失速。慌てて「ライトフライ」と言い直したものの、戸谷の実況を聴いていた花火師が、「ホームランだ!」の声を合図に花火へ点火してしまった。その結果、ライトフライにもかかわらず花火が上がってしまったため、戸谷は後日「花火を一発上げるだけで何百万円かかったと思う?」と花火師から問い詰められる羽目に陥った[14]。
  - ライオンズびいきの実況からか他球団のファンから脅迫状が届いたこともあり、それを受けて大学の応援部に依頼し、ボディーガードとして戸谷の居る放送席の前に立ってもらったこともあった[15]。
- 西武と阪神タイガースが対戦した1985年の日本シリーズでは、第3戦・第5戦（阪神甲子園球場）の関東ローカル向け中継で実況を担当。第5戦（10月31日）の中継には豊田も解説者として同席したため、実況を担当した試合中に、豊田の勧めで購入した阪神の帽子を放送席でかぶっていたという[3]。
- 「10・19」（1988年10月19日に川崎球場で催されたロッテオリオンズ対近鉄バファローズのダブルヘッダー）では、戸谷が当時勤務していた文化放送が、同球場のネット裏スタンド最上段の放送席にあった中継専用ブースをラジオ大阪（当時近鉄戦をレギュラーで中継していたNRNシングルネット局）に貸与。西武のパシフィック・リーグ優勝の行方を左右するカードにもかかわらず、上記の事情で第1試合を一切中継せず、第2試合を（近鉄寄りの）ラジオ大阪制作分の中継で賄ったため、文化放送には試合中に西武ファンのリスナーからの苦情が殺到した[16]。そこで文化放送では、当日本社にいた戸谷に第2試合を実況させることを、第1試合の終了直前に決定。戸谷は、スコアラーと共に中継用のFMカーで急遽川崎球場へ向かうと、第2試合の途中（4回裏）から実況に漕ぎ着けた（4回表まではラジオ大阪制作分の中継を同時ネット）。当日は偶然にも、山崎裕之（文化放送の野球解説者でロッテ・西武のOB）が、テレビ東京（当時は文化放送と並行して解説者としての契約を締結）の仕事で、第1試合から放送席前方（警察官待機所付近）の席で観戦していた。戸谷は、待機所にいた警察官からパイプ椅子を3脚借りると、山崎やスコアラーと揃って椅子の上に立ちながら、接話マイクを使って第2試合の模様を伝えた[17]。ちなみに、実況中にはテーブルの代わりに、資料を貼り付けた画板を首から提げていたという[2]。
- 文化放送への在職中には横浜市内の自宅に放送用の回線を引き込んでおり、実際その回線を使って自社制作の生ワイド番組へ出演したことがある。
これは想定されている首都大規模災害に備えて幹部ディレクター・アナウンサー宅に回線を用意し、ラジオ放送の特性として送信所が無事ならば最低限の放送を行えることに準備したものである。

## 過去の担当番組
- 文化放送ニュース
- 文化放送ライオンズナイター
- 文化放送ホームランナイター
- 近鉄バファローズナイター　※ラジオ大阪が1977 - 2004年に編成していた近鉄ナイトゲーム中継で、関東圏の球場で開催されるビジターゲームに自社から乗り込めない場合に、文化放送が裏送り方式で当該カードの中継を制作していた。近鉄が加盟していたパシフィック・リーグでは、ライオンズの福岡県から埼玉県への本拠地移転・国土計画[18]の経営権買収による西武ライオンズの誕生（1979年）[19]以前にも、日本ハムとロッテが関東圏の球場に本拠地を置いていた[20]。そのため、『ライオンズナイター』が西武への応援放送方式で野球中継としての体制を本格的に整えるまでの期間（1977 - 1984年）には、該当するカードで実況を頻繁に担当していた。
- 大相撲熱戦十番
- 競馬中継　※主に報道素材向けの実況を担当
- 東京箱根間往復大学駅伝競走　※文化放送からの定年退職後も、「戸谷真人アナウンサー」という名義で中継所からのリポートを担当。
- オフですが、はっきりいってライオンズびいきです[1]